# 非洲尖胸隆頭魚
非洲尖胸隆頭魚，為輻鰭魚綱鱸形目隆頭魚亞目隆頭魚科的其中一種，分布於東北大西洋的聖多美海域，棲息在水底，生活習性不明。

## 擴展閱讀
維基物種上的相關：非洲尖胸隆頭魚